# یانگ اینگ (بازیکن تنیس روی میز، زاده ۱۹۵۳)
یانگ اینگ (انگلیسی: Yang Ying؛ زادهٔ ۱۹۵۳) یک بازیکن تنیس روی میز اهل جمهوری خلق چین است.
وی در مسابقات کشوری و بین‌المللی در مجموع برنده ۳ مدال طلا، ۱ مدال نقره، ۱ مدال برنز شده‌است.